# Serixia kisana
Serixia kisana är en skalbaggsart som först beskrevs av Masaki Matsushita 1937.  Serixia kisana ingår i släktet Serixia och familjen långhorningar.
Artens utbredningsområde är Taiwan. Inga underarter finns listade i Catalogue of Life.